# Fillé
Fillé és un municipi francès situat al departament del Sarthe i a la regió de País del Loira. L'any 2007 tenia 1.504 habitants.

## Demografia

### Població
El 2007 la població de fet de Fillé era de 1.504 persones. Hi havia 505 famílies de les quals 56 eren unipersonals (24 homes vivint sols i 32 dones vivint soles), 174 parelles sense fills, 263 parelles amb fills i 12 famílies monoparentals amb fills.
La població ha evolucionat segons el següent gràfic:
Habitants censats

### Habitatges
El 2007 hi havia 549 habitatges, 514 eren l'habitatge principal de la família, 17 eren segones residències i 17 estaven desocupats. 547 eren cases i 2 eren apartaments. Dels 514 habitatges principals, 452 estaven ocupats pels seus propietaris, 61 estaven llogats i ocupats pels llogaters i 1 estava cedit a títol gratuït; 9 tenien dues cambres, 52 en tenien tres, 118 en tenien quatre i 335 en tenien cinc o més. 430 habitatges disposaven pel capbaix d'una plaça de pàrquing. A 162 habitatges hi havia un automòbil i a 345 n'hi havia dos o més.

### Piràmide de població
La piràmide de població per edats i sexe el 2009 era:
| Homes | Edats   | Dones |
| ----- | ------- | ----- |
| 0     | 95 o +  | 0     |
| 0     | 90 a 94 | 0     |
| 8     | 85 a 89 | 0     |
| 4     | 80 a 84 | 8     |
| 16    | 75 a 79 | 24    |
| 20    | 70 a 74 | 12    |
| 4     | 65 a 69 | 12    |
| 20    | 60 a 64 | 16    |
| 36    | 55 a 59 | 28    |
| 20    | 50 a 54 | 20    |
| 44    | 45 a 49 | 40    |
| 80    | 40 a 44 | 60    |
| 52    | 35 a 39 | 60    |
| 52    | 30 a 34 | 52    |
| 28    | 25 a 29 | 12    |
| 36    | 20 a 24 | 24    |
| 36    | 15 a 19 | 40    |
| 52    | 10 a 14 | 72    |
| 52    | 5 a 9   | 32    |
| 28    | 0 a 4   | 24    |

## Economia
El 2007 la població en edat de treballar era de 989 persones, 777 eren actives i 212 eren inactives. De les 777 persones actives 738 estaven ocupades (394 homes i 344 dones) i 39 estaven aturades (16 homes i 23 dones). De les 212 persones inactives 67 estaven jubilades, 89 estaven estudiant i 56 estaven classificades com a «altres inactius».

### Ingressos
El 2009 a Fillé hi havia 518 unitats fiscals que integraven 1.543 persones, la mediana anual d'ingressos fiscals per persona era de 20.627 €.

### Activitats econòmiques
Dels 33 establiments que hi havia el 2007, 2 eren d'empreses alimentàries, 4 d'empreses de fabricació d'altres productes industrials, 8 d'empreses de construcció, 5 d'empreses de comerç i reparació d'automòbils, 2 d'empreses de transport, 2 d'empreses d'hostatgeria i restauració, 3 d'empreses d'informació i comunicació, 1 d'una empresa immobiliària, 3 d'empreses de serveis, 1 d'una entitat de l'administració pública i 2 d'empreses classificades com a «altres activitats de serveis».
Dels 13 establiments de servei als particulars que hi havia el 2009, 2 eren tallers de reparació d'automòbils i de material agrícola, 2 guixaires pintors, 2 fusteries, 2 lampisteries, 1 electricista, 1 perruqueria, 1 agència de treball temporal i 2 restaurants.
Dels 2 establiments comercials que hi havia el 2009, 1 era una fleca i 1 una carnisseria.
L'any 2000 a Fillé hi havia 9 explotacions agrícoles.

## Equipaments sanitaris i escolars
El 2009 hi havia 2 escoles elementals.

## Poblacions més properes
El següent diagrama mostra les poblacions més properes.